# Ekbarkskinn
Ekbarkskinn (Dendrothele commixta) är en svampart som först beskrevs av Höhn. & Litsch., och fick sitt nu gällande namn av J. Erikss. & Ryvarden 1975. Enligt Catalogue of Life ingår Ekbarkskinn i släktet Dendrothele,  och familjen Corticiaceae, men enligt Dyntaxa är tillhörigheten istället släktet Dendrothele,  och familjen Lachnellaceae. Arten är reproducerande i Sverige. Inga underarter finns listade i Catalogue of Life.